# Norvégia a 2011-es úszó-világbajnokságon
Norvégia a 2011-es úszó-világbajnokságon hét sportolóval vett részt.

## Érmesek
|     | Nemzet   | Arany | Ezüst | Bronz | Összesen |
| 15. | Norvégia | 1     | 0     | 0     | 1        |

| Érem      | Név                | Esemény                     | Dátum      |
| --------- | ------------------ | --------------------------- | ---------- |
| Aranyérem | Alexander Dale Oen | Férfi 100 méteres mellúszás | július 25. |

## Műugrás
Férfi
| Versenyző(k)                | Esemény                       | Selejtező | Selejtező | Elődöntő          | Elődöntő          | Döntő             | Döntő             |
| Versenyző(k)                | Esemény                       | Pont      | Helyezés  | Pont              | Helyezés          | Pont              | Helyezés          |
| --------------------------- | ----------------------------- | --------- | --------- | ----------------- | ----------------- | ----------------- | ----------------- |
| Eirik Valheim               | Férfi 1 méteres műugrás       | 253.35    | 35        |                   |                   | Nem jutott tovább | Nem jutott tovább |
| Eirik Valheim               | Férfi 3 méteres műugrás       | 387.70    | 24        | Nem jutott tovább | Nem jutott tovább | Nem jutott tovább | Nem jutott tovább |
| Amund Gismervik             | Férfi 1 méteres műugrás       | 362.90    | 12 Q      |                   |                   | 346.65            | 10                |
| Amund Gismervik             | Férfi 10 méteres toronyugrás  | 319.75    | 33        | Nem jutott tovább | Nem jutott tovább | Nem jutott tovább | Nem jutott tovább |
| Espen Valheim               | Férfi 3 méteres műugrás       | 363.05    | 34        | Nem jutott tovább | Nem jutott tovább | Nem jutott tovább | Nem jutott tovább |
| Eirik Valheim Espen Valheim | Férfi 3 méteres szinkronugrás | 355.17    | 11 Q      |                   |                   | 379.74            | 11                |

## Úszás
Férfi
| Versenyző          | Esemény                     | Selejtező | Selejtező | Elődöntő          | Elődöntő          | Döntő             | Döntő             |
| Versenyző          | Esemény                     | Idő       | Helyezés  | Idő               | Helyezés          | Idő               | Helyezés          |
| ------------------ | --------------------------- | --------- | --------- | ----------------- | ----------------- | ----------------- | ----------------- |
| Alexander Dale Oen | Férfi 50 méteres mellúszás  | 27.51     | 5 Q       | 27.33             | 3 Q               | 27.43             | 5                 |
| Alexander Dale Oen | Férfi 100 méteres mellúszás | 59.71     | 1 Q       | 59.37             | 1 Q               | 58.71             | Aranyérem         |
| Alexander Dale Oen | Férfi 200 méteres mellúszás | DNS       | DNS       | Nem jutott tovább | Nem jutott tovább | Nem jutott tovább | Nem jutott tovább |

Női
| Versenyző           | Esemény                       | Selejtező | Selejtező | Elődöntő          | Elődöntő          | Döntő             | Döntő             |
| Versenyző           | Esemény                       | Idő       | Helyezés  | Idő               | Helyezés          | Idő               | Helyezés          |
| ------------------- | ----------------------------- | --------- | --------- | ----------------- | ----------------- | ----------------- | ----------------- |
| Cecilie Johannessen | Női 50 méteres gyorsúszás     | 26.14     | 31        | Nem jutott tovább | Nem jutott tovább | Nem jutott tovább | Nem jutott tovább |
| Cecilie Johannessen | Női 200 méteres gyorsúszás    | 2:00.56   | 29        | Nem jutott tovább | Nem jutott tovább | Nem jutott tovább | Nem jutott tovább |
| Cecilie Johannessen | Női 400 méteres gyorsúszás    | 4:18.84   | 27        |                   |                   | Nem jutott tovább | Nem jutott tovább |
| Sara Nordenstam     | Női 100 méteres mellúszás     | 1:11.33   | 31        | Nem jutott tovább | Nem jutott tovább | Nem jutott tovább | Nem jutott tovább |
| Sara Nordenstam     | Női 200 méteres mellúszás     | 2:28.88   | 21        | Nem jutott tovább | Nem jutott tovább | Nem jutott tovább | Nem jutott tovább |
| Sara Nordenstam     | Női 200 méteres pillangóúszás | 2:16.09   | 28        | Nem jutott tovább | Nem jutott tovább | Nem jutott tovább | Nem jutott tovább |
| Ingvild Snildal     | Női 50 méteres pillangóúszás  | 27.01     | 20        | Nem jutott tovább | Nem jutott tovább | Nem jutott tovább | Nem jutott tovább |
| Ingvild Snildal     | Női 100 méteres pillangóúszás | 59.80     | 28        | Nem jutott tovább | Nem jutott tovább | Nem jutott tovább | Nem jutott tovább |